# Lymania azurea
Lymania azurea är en gräsväxtart som beskrevs av Elton Martinez Carvalho Leme. Lymania azurea ingår i släktet Lymania och familjen Bromeliaceae. Inga underarter finns listade i Catalogue of Life.